# Max Barascudts

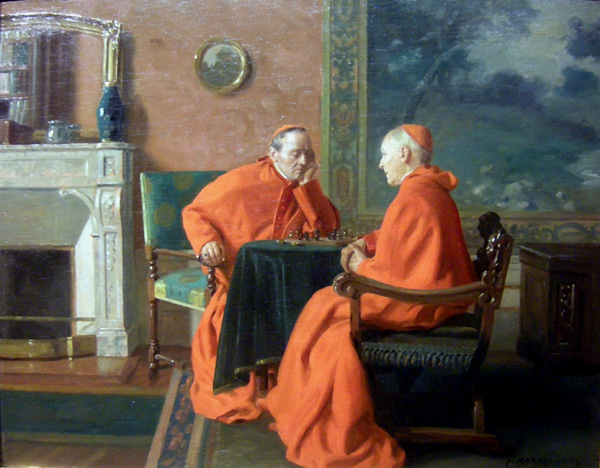
Max Barascudts: Kardinäle beim Schachspiel

Max Barascudts (* 15. Juni 1869 in Saint-Denis; † 22. August 1927 in München) war ein deutscher Maler, Grafiker und Buchillustrator.

## Leben
Barascudts studierte ab 1892 an der Akademie der Bildenden Künste München unter Paul Hoecker und Johann Leonhard Raab. Ab 1902 war er häufig zu Gast in der Künstlerkolonie Dachau. Neben seinen Buchillustrationen schuf Barascudts vor allem Landschafts- und Genrebilder.

## Buchillustrationen (Auswahl)

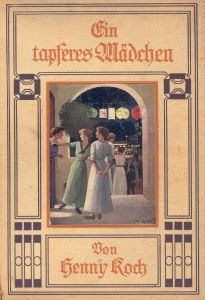
Buchcover: Ein tapferes Mädchen

- Johanna Klemm: Drei Reislein von einem Stamm (1915)
- Johanna Klemm: Das Rätsel von Grünweide (1917)
- Hanns von Zobeltitz: Rohr im Winde und Anderes (1900)
- Fedor von Zobeltitz: Trude Alberti (1903)
- Fedor von Zobeltitz: Das zweite Geschlecht (1913)
- Fritz Holten: Das Polarschiff. Eine Erzählung für die reifere Jugend (1910)
- Henny Koch: Ein tapferes Mädchen (1914)
- Ingeborg Maria Sick: Die kleine graue Katze (1915)
- Gertrud Freifrau von Hoxar: Prinzeß Grete. Geschichten aus der Tanzstunde (1920)
- Balduin Möllhausen: Vier Fragmente (1880)
- Balduin Möllhausen: Der Fanatiker (1883)
- Hedwig Schobert (Baronin v. Bode): Fürstlich Blut (1900)
- Emil Hofmann: Alt-Wien. Geschichten aus vier Jahrhunderten (1909)
- Emil Hofmann: Legenden und Sagen vom Stephansdom (1910)
- Friedrich Spielhagen: Auf der Düne
- Marie Bernhard: Ein Gottesmann